# Milton H. Erickson
Milton Hyland Erickson (n. 5 decembrie 1901, Aurum⁠(d), Comitatul White Pine, Nevada, SUA – d. 25 martie 1980, Phoenix, Arizona, SUA) a fost un psihiatru specializat în hipnoza medicală și terapia de familie. El a fost președintele Societății Americane pentru Hipnoză Clinică și membru fondator al Asociației Americane de Psihiatrie, al Asociației Psihologilor Americani și al Asociației Americane a Psihopatologilor. A ieșit în evidență prin demonstrarea influențelor minții inconștiente, ca factor creativ și generator de soluții. De o deosebită importanță sunt și influențele lui în domeniul terapiei directe, terapiei strategice a familiei, terapiei orientate spre scop și a programării neurolingvistice.

## Biografie
Erickson se dădea adesea exemplu pe sine însuși pentru a exemplifica puterea minții inconștiente. Multe din învățăturile lui anecdotice și autobiografice au fost strânse și publicate de Sidenaz Rosen în cartea intitulată My Voice Will Go With You. Multe din experințele personale ale lui Erickson, chiar și de la o vârstă fragedă, au fost identificate ca fiind hipnotice sau autohipnotice.
Erickson a crescut în localitatea Lowell, Wisconsin, într-o familie modestă de fermieri și intenționa să devină fermier ca și tatăl său. El avea însă o dezvoltare întărziată și a fost de mic diagnosticat cu dislexie și incapacitatea de a distinge culorile. Băiatul a reușit să-și vindece dislexia prin intermediul unor „raze de lumină” sau „momente creatoare” așa cum le descrie lucrarea „Autohypnotic Experiences of Milton H. Erickson” 
La vârsta de 17 ani el a contractat poliomielită și a fost atăt de grav paralizat încât medicii erau convinși că acesta va muri. Chiar într-un astfel de moment critic, o noapte în care starea lui era deosebit de critică, Ercikson a trăit o astfel de experință autohipnotică.
E: „Cum stăteam întins pe pat în acea noapte, am auzit cum cei trei doctori le spuneau părinților mei în camera de alături, că băiatul lor avea să moară până a doua zi dimineață. Mama mea a venit la mine în cameră cu cea mai senină expresie a feței pe care era în stare să o mimeze. Am rugat-o să mute oglinda la capătul patului, într-un anumit unghi. Ea nu a înțeles motivul, credea că delirez. Vorbeam cu mare dificultate. Dar sub acel unghi puteam să privesc prin oglindă și crăpătura ușii, prin fereastra de vest a celeilalte camere.  
R: Grija dumneavoastră și dorința de a vedea apusul soarelui a fost o metodă de a vă menține în viață în acel moment deosebit de critic în ciuda predicției medicilor. Dar de ce numiți aceasta o experiență autohipnotică?  
E: Vedeam cum apusul de soare umplea tot cerul. Știam că acolo exista un copac în fața ferestrei, care în mod normal nu mi-ar fi permis să văd acest lucru, însă eu îl blocam.  
R: Îl blocați? Era acea percepție selectivă care te face capabil să intri în stări modificate de conștiință?  

E: Exact. Nu am făcut-o conștient. Vedeam apusul de soare, dar nu vedeam frunzele și bolta bogată a copacului care erau dincolo de fereastră. Când în final m-am trezit, mi-am întrebat tatăl de ce au mutat frunzele, copacul și bolta de la locul lor? Nu realizasem că de fapt eu le ștersesem mintal cănd mi-am fixat atenția atât de intens pe apusul soarelui. La mult timp după aceea, cănd mi-am revenit din criză și îmi făceam griji datorită slabelor calități pe care le aveam, mă întrebam. oare cum o să-mi câștig existența când voi fi mare. Publicasem deja un eseu un jurnalul național al agricultorilor: "De ce părăsesc tinerii ferma." Nu mai credeam cu atâta tărie că voi deveni fermier, dar aș putea ajunge medic.” 
Cu toate că și-a revenit, Erickson era imobilizat la pat, incapabil să vorbească, devenind însă conștient de semnificațiile nonverbale ale comunicării- limbajul corpului, tonul vocii și modul în care aceste expresii non-verbale le contraziceau adesea pe cele verbale.
E: Aveam polio și eram total paralizat, iar inflamațiile erau atăt de puternice încât și simțurile imi erau paralizate. Puteam să mișc ochii și auzul funcționa de asemenea. Eram foarte singur în patul meu, incapabil să mișc altceva decăt globii oculari. În carantină la o fermă, împreună cu șapte surori, un frate, doi părinți și o asistentă medicală. Cum oare puteam să mă simt bine? Priveam oamenii și mediul înconjurător. Curănd am învățat că surorile mele puteau spune "nu" cănd de fapt voiau să spună "da". Și puteau să spună "da" referindu-se la "nu" în același timp. Puteau de exemplu să ofere altei surori un măr, pastrându-l în același timp pentru ele. Am început astfel să studiez limbajul non-verbal și pe cel al corpului.
Aveam o surioară care tocmai învăța să se târască. Eu trebuia de asemenea să învăț să mă ridic și șă merg. Și vă puteți imagina intensitatea cu care îmi priveam surioara evoluând de la târât la ridicat pe picioare și mers.
El a început să își evoce amintirile activității musculare a propriului corp "memoriile corpului". Concetrându-se asupra acestor amintiri, el a început să recăștige controlul asupra unor părți ale corpului, devenind capabil să vorbească și să își miște brațele. Încă incapabil de a merge, Erickson a decis să se îmbarce – singur- pe o canoe, pe o rută de o mie de mile, având doar câțiva dolari în buzunar. După această aventură, el a putut din nou să meargă cu o cârjă. Această experință a contribuit probabil la tehnica de utilizare a "ordeals" în contextul terapeutic.
Erickson era un student la medicină extrem de avid de cunoașterea factorilor psihiatrici, dobăndind diploma în psihologie în timp ce era încă student la medicină.
Mult mai târziu, la 50 de ani, el s-a îmbolnavit de sindrom post poliomielitic, caracterizat prin dureri, și slăbiciuni musculare cauzate de suprasolicitarea musculaturii parțial paralizate. Acest lucru i-a extins și mai mult paralizia, dar având experiența din adolescență era acum capabil să utilizeze acea strategie pentru a reactiva anumiți mușchi afectați de paralizie. În urma acestei afecțiuni el a fost obligat să utilizeze un scaun cu rotile, suferind de dureri cronice, pe care le controla cu autohipnoză.
De obicei îmi lua o oră după ce mă trezeam, pentru a anihila toate  durerile. În tinerețe îmi era mai ușor. Acum aveam mai mulți mușchi și întâmpinam dificultăți. Singurul mod în care puteam să redobândesc controlul asupra durerilor era să stau în pat și să îmi presez cu putere laringele de spătarul scaunului. Acest lucru era deosebit de inconfortabil: Dar era un disconfort creat de mine, în mod deliberat.
La începutul anilor 1950 Erickson a asistat ca expert, cercetările în comunicare ale antropologului/cibernetician Gregory Bateson. Cei doi se cunoșteau dintr-o colaborare anterioară, când Bateson și Margaret Mead îl contactaseră pe Erickson pentru a analiza filmarea unei inducții hipnotice și a transei.
Prin Bateson, Erickson i-a cunoscut printre alții, pe Jay Haley, Richard Bandler și John Grinder și a avut o puternică influență asupra lor, aceștia scriind câteva cărți despre el.
În 1973, Jaz Haley a publicat "Terapii Neobișnuite", lucrare care pentru prima oară a atras atenția lumii medicale asupra lui Erickson. Faima și reputația lui au crescut rapid și din ce în ce mai mulți oameni au dorit să îl cunoască Erickson începând să țină discursuri și seminarii până la sfărsitul   vieții.
Milton H. Erickson a încetat din viață în martie 1980 la vârsta de 78 de ani, lăsând în urmă patru fii, patru fiice și nenumărate contribuții în domeniile psihologiei, psihiatriei,  psihoterapiei, hipnoterapiei, pedagogiei,   și comunicării.

## Hipnotism
Erickson a ieșit în evidență prin modul neconvențional de abordare a psihoterapiei, descris de Jay Haley în "Terapii Neobișnuite" și Hypnotherapy: An Exploratory Casebook, by Milton H. Erickson and Ernest L. Rossi (1979, New York: Irvington Publishers, Inc.). El a introdus utilizarea extinsă a metaforelor terapeutice și ale povestioarelor precum și a hipnozei (terapie non-directiva) remarcânduse prin rezultatele terapeutice obținute într-un timp extrem de scurt și în ședințe puține.
Intervențiile Ericksoniene au influențat substanțial dezvoltarea terapiilor strategice și a terapiei sistemice a familiei. Remarcabilă este utilizarea particularitâților  pacientului în terapie, acestea incluzând credințele acestora, expresii preferate, backgroundul cultural, istoria personală, sau chiar obișnuițele neurotice ale acestora.
Prin conceptualizarea subconștientului ca fiind clar separat de mintea conștientă, cu propriile percepții, interese, reacții și învâțâminte, el a demonstrat câ mintea subconștiență este creatoare, generatoare de soluții și cel mai adesea pozitivă.
El a influențat puternic dezvoltarea programării neuro lingvistice (NLP) care se bazează în mare mâsurâ pe metodele sale.

### Transa și mintea subconștientă
Erickson credea că mintea subconștientă ascultă întotdeauna și că indiferent dacă pacientul este în transă sau nu acestuia i se pot face sugestii care să-l influențeze hipnotic, atăt timp cât aceste sugestii rezonează la nivel subconștient. Pacientul poate să stie acest lucru. sau poate să nici nu bănuiască ce se întâmplă. Erickson observa atent reacțiile pacientului la sugestiile lui indirecte și antrena subconștientul ca acesta să participe activ la procesul terapeutic. Ceea ce aparent era o conversație normală, putea să inducă subiectului o transă, sau să provoace în acesta schimbări terapeutice. De menționat deosebirea între ceea ce înțelegea Erickson prin subconștient și conceptul lui Freud despre același termen.
Stătea în obiceiul lui Erickson ca acesta să strecoare sugestii indirecte în toate situațiile, inclusiv în propriile cărți, scrisori, lecturi și seminarii.
El era de părere că este în avantajul terapiei ca și terapeutul să intre în transă.
Intru în transă pentru a fi mai sensibil la intonațiile și inflexiunile vocii pacienților mei. Și pentru a auzi și vedea mai bine.
Erickson susținea câ transa este un fenomen zilnic comun. De exemplu, în timp ce așteptăm autobuzul sau trenul, citim sau ascultăm, sau chiar cănd suntem absorbiți de exerciții fizice, este normal să intrăm în transă, izolând atenția de stimulii irelevanți. Aceste stări sunt atât de comune și familiare, încât ele nu sunt recunoscute ca fiind fenomene hipnotice.
Aceeiași situație este evidentă în viața de zi cu zi de câte ori atenția este fixată de o întrebare, sau experiență care provoacă uimirea, neobișnuitul, surpriza sau orice stârnește interesul unei persoane. În astfel de momente, oamenii trăiesc o transă comună vieții de zi cu zi; ei tind să privească fix, fie la stânga, fie la dreapta, în funcție de emisfera cerebrală dominantă ( Baleen, 1969) și se manifestă privind in gol. Ochii acostora pot să se și închidă, corpul tinde să fie inert ( o formă cataleptică), anumite reflexe ( ex. inghițirea, respirația, etc.) pot fi suprimate, și aceștia par decuplați de lumea înconjurătoare până în momentul încetării căutărilor de la nivel subconștient, obținută în urma găsirii de noi idei, răspunsuri, sau puncte de referință care fac posibilă orientarea generală. Se poate afirma că în viața de zi cu zi, conștientul se află într-un proces de transfer continuu între orientarea generală în mediul înconjurător și microdinamica transei....
Conform modelului tradiționalist al hipnozei, pentru a dezvolta o transă, clienții sunt încurajați să își concentreze atenția (de exemplu, ascultând vocea terapeutului), ei trebuie să nu acorde atenție mediului înconjurător (de exemplu, prin închiderea ochilor) și apoi, trebuie să se lase absorbiți de o activitate, imagine sau de un sentiment plăcut (de exemplu, imaginându-și locul preferat).
Convingerea că transa are loc în mod natural și frecvent l-a determinat pe Erickson să utilizeze terapeutic acest fapt, chiar când pacientul nu se afla în cabinetul specialistului. De asemenea acesta a descoperit multe tehnici pentru a crește probabilitatea apariției transei. El a dezvoltat tehnici verbale sau nonverbale fiind pionierul ideii că starea de uimire, monopolizare a atenției și confuzie sunt în realitate doar diferite tipuri de transă. ( Aceste fenomene sunt desigur instrumente psihologice principale utilizate de mulți mistici și predicatori religioși, fiind exploatate de evangeliști, lideri de cult și oameni sfinți de toate categoriile).
Există mai multe tipuri de transă. Mulți oameni sunt familiari cu ideea de transă profundă, iar în anii de început ai carierei sale, Erickson a fost unul din pionierii cercetării acestui fenomen unic și remarcabil, petrecănd multe ore cu teste individuale de aprofundare a transei.
Faptul că o transă poate fi ușoară sau profundă, sugerează continuumul unidirecțional al transei, dar Erickson lucra adesea cu transe multiple în același pacient, de exemplu sugerând că cel hipnotizat se comportă ca și cum ar fi treaz, indicând linia dintre starea de hipnoză și cea trează.
Erickson credea în multitudinea de stări care pot fi utilizate. Acest lucru este de comun acord cu idea lui Charles Tart ( exprimată în cartea Waking Up ) care susținea că toate stările de conștiință sunt transe, și că, ceea ce noi numim  stare de conștiință "normală", trează, este de fapt o "transă consensuală". NLP utilizează de asemenea ideea stărilor de conștiință multiple, fără a susține că acestea ar fi fenomene hipnotice de un fel sau altul.

### Technici indirecte
În timp ce hipnoza clasică este autoritară și directă, stărnind adesea rezistența subiectului, modul de abordare a lui Erickson este permisiv, adaptabil și indirect.. În timp ce un hipnotist clasic ar spune :"intri în transă" un hipnotist Ericksonian ar spune "poți învăța în mod confortabil să intri în transă". În acest mod, el oferă subiectului oportunitatea de a accepta sugestiile cu care acesta este de acord, fiind foarte receptiv pentru beneficiile acesteia. Subiectul știe că nu este manipulat, preluând întru totul răspunderea pentru participarea la propria transformare. Deoarece inducția are loc pe parcursul unei conversații "normale" hipnoza Ericksoniană este cunoscută sub  denumirea de Hipnoză Mascată.
Erickon susținea că nu este posibil ca mintea conștientă să instruiască mintea subconștientă și că sugestiile autoritare vor fi, probabil întîmpinate cu rezistență. Mintea subconștientă reacționează la oportunități, metafore, simboluri și contradicții. Sugestiile hipnotice efective trebuie formulate "suficient de vag", lăsând spațiu subiectului, astfel încât acesta să umple golurile cu propriile convingeri subconștiente- chiar dacă aceștia nu percep în mod conștient ceea ce se întâmplă.
Hipnoterapeutul priceput, construiește aceste "goluri de înțeles" într-un mod adaptat individual fiecărui subiect – astfel încăt acesta să reacționeze cât mai probabil în modul anticipat și dorit de terapeut.
De exemplu, autoritarul "vei renunța la fumat" va avea la nivel subconștient un efect mai mic decât "poți să devii nefumător". Prima, este o comandă care probabil provoacă rezistență și atrage atenția asupra actului de a fuma, cea de-a doua este o deschidere, o invitație către o posibilă schimbare, fără presiune, care este mai puțin probabil de a fi respinsă de către subiect.
Richard Bandler și John Grinder  au identificat acest gen de "sugestii vagi" ca fiind o caracteristică principală a Modelului Erickson, un mod sistematizat de codificare a limbajului folosit în hipnoza Ericksoniană.

### Technica Confuziei
În toate tehnicile mele, aproape în toate există o confuzie.
O persoană confuză are mintea conștientă ocupată și preocupată, fiind mult mai înclinată spre a se orienta prin soluțiile propuse de mintea subconștientă. Persoana confuză intră singură în stări favorabile transei, fiind astfel gata de a fi condusă în transă fără a opune nici cea mai mică rezistență. Confuzia poate fi creată prin cuvinte ambigui, complicate, prin fraze nerostite până la sfârșit, întreruperea propoziției, sau multe alte tehnici care stimulează căutarea transderivațională. Chirurgul scoțian James Braid, care a inventat termenul de "hipnotism", susținea că concentrarea  atenției este esențială pentru crearea transei hipnotice; teza sa era, că hipnoza este în esență o stare de concentrare extremă. Dar este dificil pentru persoane stresate de durere, teamă sau suspiciune să se concentreze asupra altor stimuli. În aceste cazuri, alte metode de inducere a transei devin importante, sau cum explica Erickson:
... utilizarea îndelungată și frecventă a tehnicilor de confuzie, a avut efecte pozitive în cazurile unde era necesară o inducție rapidă, în special în condiții nefavorabile, cum ar fi perioadele terminale extrem de dureroase a unor boli, sau la persoane interesate dar ostile, agresive și resistente...

### Inducția prin strângerea măinii
Printre cele mai cunoscute inovații ale lui Erickson se numără și tehnica scuturării mâinii ( Handschake Induction) o variantă a tehnicii prin confuzie.Inducția este făcută de către hipnotist prin întreruperea gestului firesc de salut prin străngere de mână. Acesta face gestul de a strânge mâna subiectului, întrerupând acest gest sub o formă sau alta, de exemplu apucând brusc și neașteptat încheietura mâinii acestuia. Dacă procesul de strângere a mâinii se desfășoară într-un mod neșteptat pentru subiect, se creează o transă  simplă, non-verbală, care este apoi utilizată și aprofundată de către hipnotizator. Toate aceste reacții se petrec în mod natural și automat, fără a-i spune subiectului să se concetreze asupra ideii în sine.
Această inducție funcționează pentru că strângerea  mâinii este una dintre acțiunile învățate și operate ca un singur "chunk" de comportament; legarea șireturilor este un alt exemplu clasic. Dacă comportamentul este diversificat sau înpietrit în vreun fel, persoana în cauză nu deține un spațiu pentru aceasta – ea este oprită în mijlocul execuției unui proces subconștient care nu are "mijloc". Mintea reacționează prin autosuspendarea propriei activități până primește o nouă informație care să îi imprime o nouă direcție, sau "se decuplează".
Un hipnotizator experimentat poate utiliza acest moment de suspendare și confuzie momentană pentru a induce transa în mod rapid și ușor.
Diversele descrieri ale lui Erickon, privitoare la "inducția prin strângere de mână" indică faptul că e necesară o anumită cantitate de improvizație, precum și supravegherea atentă și acțiunea continuă asupra subiectului, până acesta reacționează conform așteptărilor hipnotizatorului.
Erickson descria rutina procedeului după cum urmează:
- Inițierea: Încep prin a strânge în mod normal măna. "Atingerea hipnotică" începe în momentul în care eliberez mâna. Eliberarea mâinii are loc prin trecerea de la străngerea fermă la atingerea ușoară cu degetul mare, o schițare de atingere cu degetul mic, o împingere a mâinii subiectului cu degetul mijlociu – senzații suficient de vagi încât să atragă atenția. Când subiectul își îndreaptă atenția spre degetul mare, trec la atingerea cu degetul mic. Când atenția subiectului se îndreaptă

într-acolo trec la atingerea cu degetul mijlociu și apoi din nou cu degetul mare.
- Această stimulare a atenției este mai degrabă o stimulare care nu constituie un stimul pentru un anumit răspuns.
- Distras de strângerea de mână, atenția subiectului este luată prizonieră de stimulările succesive ale atenției, care induc o stare de așteptare în mintea acestuia.
- Apoi, aproape simultan, dar totuși nu simultan ( pentru a permite recunoașterea neuronală separată), ating de dedesubt încheietura mâinii atât de fin încât sugerez vag o impingere în sus. Acest lucru este urmat de o atingere ușoară direcționată în jos, pentru ca apoi să întrerup contactul în mod atât de gentil încât subiectul nici măcar nu sesizează momentul   ,mâna acestuia nemișcându-se nici în sus nici în jos ci rămânând cataleptică.

- Încheierea: Dacă nu doriți ca subiectul să își dea seama de ceea ce faceți, îi distrageți acestuia atenția printr-o remarcă obișnuită și încetați. Ceva în genul :"Ce ați spus? Am fost cu mintea în altă parte pentru o clipă și nu am înțeles" Acest lucru distrage atenția subiectului și indică acestuia faptul că el a fost atăt de absorbit de stimulii din mână încât nu au perceput nimic ce s-a întâmplat în jur.
- Utilizări